# U-23サッカーレバノン代表
U-23サッカーレバノン代表は、レバノンサッカー連盟によって編成されるレバノンのサッカーの23歳以下のナショナルチームである。23歳以下の選手を対象とするオリンピックに出場するためのチームである。そのため、オリンピックの前年にはU-22サッカーレバノン代表、そのさらに前年にはU-21サッカーレバノン代表と呼称が変わる。

## オリンピックの成績
- 1992 - アジア予選敗退
- 1996 - アジア予選敗退
- 2000 - アジア予選敗退
- 2004 - アジア予選敗退
- 2008 - アジア予選敗退
- 2012 - アジア予選敗退
- 2016 - アジア予選敗退
- 2020 - アジア予選敗退
- 2024 - アジア予選敗退

## アジア競技大会の成績
- 2002 - グループリーグ敗退
- 2006 - 不参加
- 2010 - 不参加
- 2014 - 不参加

## U-23選手権の成績
- 2013 - 予選敗退
- 2016 - 予選敗退
- 2018 - 予選敗退
- 2020 - 予選敗退
- 2022 - 予選敗退
- 2024 - 予選敗退